# Sven Nys
Pour les articles homonymes, voir Nys.
Sven Nys (parfois écrit Sven Nijs) est un coureur cycliste belge né le 17 juin 1976 à Bonheiden. Spécialiste du cyclo-cross, il domine la discipline dans les années 2000 et 2010 et est notamment champion du monde en 2005 et 2013. Il remporte également à trois reprises la Coupe du monde et compte plus de 140 victoires en compétition. Outre le cyclo-cross, il pratique le VTT, où il est quintuple champion national et participe à deux Jeux olympiques. Il met un terme à sa carrière en 2016 et devient manager de l'équipe Telenet-Fidea.

## Biographie

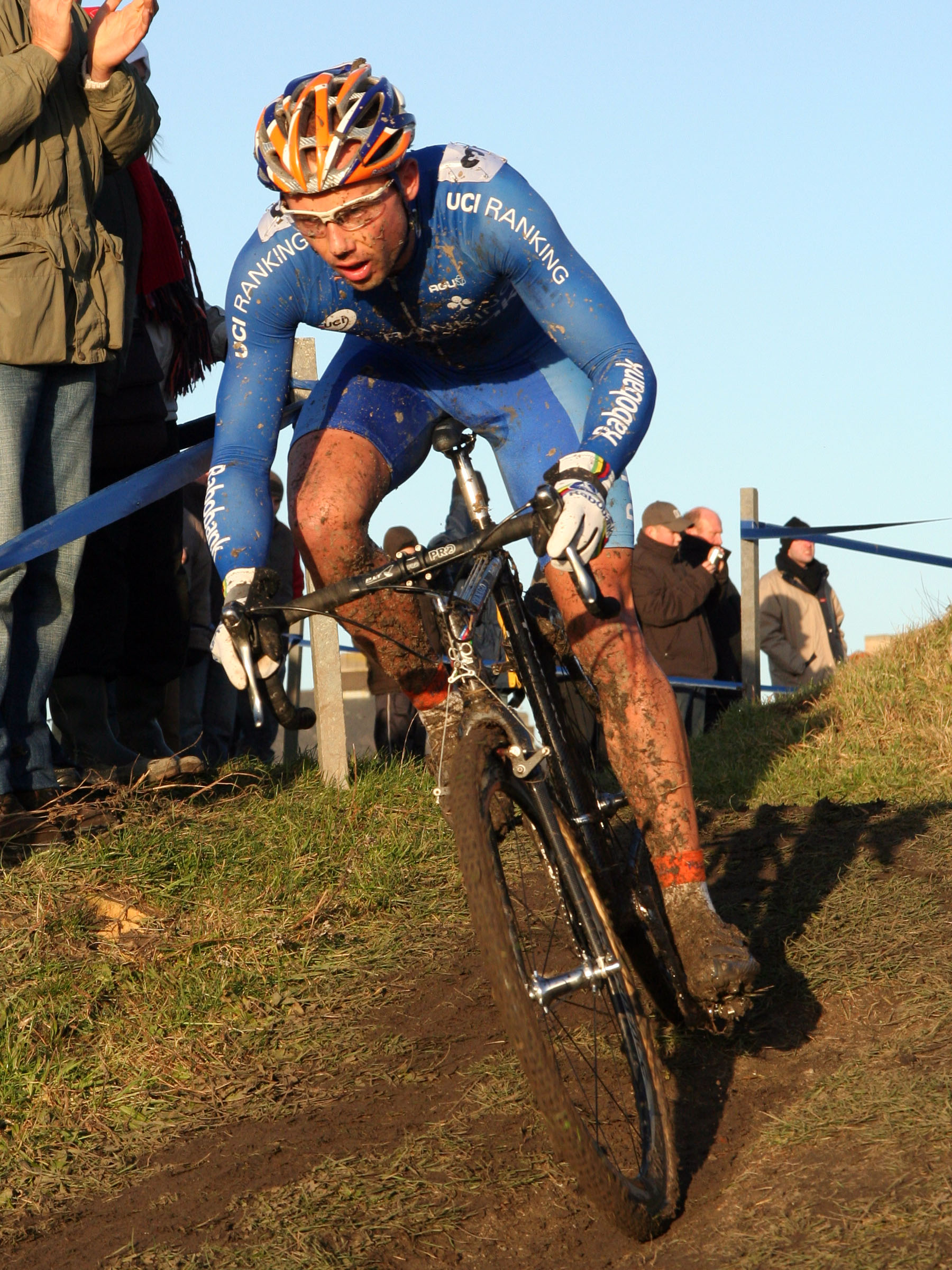
À Middelkerke, lors du cyclo-cross de la mer du Nord (Nordzeecross) 2007.

### Les débuts
Sven Nys commence le BMX à l'âge de 8 ans. Il remporte huit titres nationaux dans la discipline avant de décider de porter son attention sur une discipline plus populaire en Flandre : le cyclo-cross. Nys remporte son premier titre en 1995, lorsqu'il devient champion de Belgique de cyclo-cross (17-18 ans). La saison suivante (1996-1997), Nys devient lors des mondiaux le premier champion du monde de cyclo-cross espoirs à Munich, en Allemagne. L'année d'après, il réalise une nouvelle très bonne saison et devient pour la deuxième fois champion du monde espoirs à Middelfart, au Danemark. Il devance lors de ces deux titres mondiaux, son compatriote Bart Wellens. Cela marque le début d'une longue amitié entre deux des coureurs les plus prometteurs du cyclo-cross.
Après son deuxième titre mondial en 1998, Nys rejoint la catégorie professionnelle (également appelés Élites) au sein de l'équipe néerlandaise Rabobank.

### Premières années professionnelles
Lors de sa première saison chez les professionnels, le grand potentiel de Nys apparait clairement : il remporte 14 victoires. Il s'adjuge la victoire finale du Superprestige et termine troisième de la Coupe du monde. Nys remporte la médaille de bronze du championnat de Belgique, mais ne joue - en partie en raison de quelques chutes - aucun rôle significatif lors du championnat du monde de cyclo-cross où il se classe à la sixième place.
Pour sa deuxième saison professionnelle, il remporte le Superprestige (pour la seconde fois consécutive), la Coupe du monde et le championnat de Belgique. Il est considéré comme le grand favori des mondiaux 2000 disputés à Saint-Michel-Gestel, aux Pays-Bas. Mais, avant la course, il a été convenu dans l'équipe Rabobank de ne pas participer à la poursuite, si un coéquipier est en tête. Le Néerlandais Richard Groenendaal, qui a vécu à Saint-Michel-Gestel, s'échappe en début de course. Sven Nys respecte les consignes d'équipe et reste dans la roue de Mario de Clercq. Richard Groenendaal en profite pour remporter son premier et unique titre mondial.
Après ces deux saisons couronnées de succès, il connait des difficultés lors de la saison 2000-2001. Il doit notamment faire face à une blessure au début de la saison. Il ne remporte aucun classement de fin de saison, ni aucun titre. En 2001-2002, il retrouve son meilleur niveau. Il s'adjuge pour la troisième fois le Superprestige et une nouvelle fois la Coupe du monde. Aux championnats du monde 2002, à Zolder, Nys se contente de la médaille de bronze pour la deuxième fois. Dans une course très disputée, il accélère en vain plusieurs fois dans le dernier tour pour lâcher Mario De Clercq. Finalement De Clercq remporte le sprint devant Tom Vannoppen et Sven Nys.
En 2002-2003, Sven Nys réalise une saison très réussie. Il s'adjuge le Superprestige, le Trophée GvA et le championnat de Belgique. Mais il ne parvient toujours pas à décrocher un premier titre mondial chez les élites. Dans un mauvais jour, il se contente d'une cinquième place décevante. Son rival d'enfance, Bart Wellens devient champion du monde devant Mario De Clercq et Erwin Vervecken.
La saison 2003-2004 est dominée par son éternel rival Bart Wellens qui réalise une saison quasi parfaite. Pour la première fois depuis la saison 2000-2001, Nys ne gagne aucun classement et aucun titre. Il abandonne même lors des mondiaux. Il perd la Coupe du monde à Pijnacker lors de la dernière manche, au profit du local Richard Groenendaal, alors qu'il occupait la tête du classement général. Il reproche à ses collègues belges qui l'accompagnaient dans la poursuite de Richard Groenendaal de l'avoir devancé au sprint et ainsi privé d'une victoire au général au profit du Néerlandais. Cette mésaventure amène Sven Nys à prendre une décision qui sera un tournant majeur dans sa carrière. Il décide simplement de jouer la victoire dès qu'il le peut, sans tenir compte des autres coureurs ou de leur nationalité.

« C'est la guerre. Merci Vannoppen, merci Van der Linden. C'est la dernière chose que je fais pour l'équipe belge. Ils peuvent tous aller en enfer. [...] Apparemment, il y a des gens qui se font une joie de ne pas me voir gagner la Coupe du monde. Je le sais et je vais en en tenir compte l'année prochaine. L'entraîneur de l'équipe nationale Rudy De Bie m'a dit qu'il n'avait jamais vu quelque chose comme ça avant. Notre pays perd la Coupe du monde aujourd'hui. »

— Sven Nys, après la course de Pijnacker, traduit du Néerlandais

### L'empereur du cyclo-cross
Après une saison dominée par Bart Wellens et la débâcle de Pijnacker, la saison 2004-2005 de Sven Nys est celle de tous les records pour le cycliste belge. Il remporte 25 épreuves, devient champion de Belgique, champion du monde, vainqueur de sept manches de Coupe du monde, du Superprestige et du Trophée Gazet van Antwerpen. Il termine l'année numéro 1 mondial et est surnommé l'« Empereur du cyclo-cross » (De Keizer van het veldrijden en néerlandais). Il devient donc pour la première fois champion du monde chez les pros, dans la neige allemande de Saint-Wendel. Il devance ses compatriotes Erwin Vervecken et Sven Vanthourenhout et devient le premier -  et toujours unique - coureur à remporter le très convoité Grand Chelem en cyclo-cross (tous les titres et les classements des différents challenges).
Après cette saison impressionnante, Nys continue sur sa lancée et s'adjuge de nouveau en 2006 tous les challenges et le championnat de Belgique. Champion du monde en titre et grandissime favori, il doit cependant abandonner son titre en raison d'une chute dans le dernier tour.
Durant la saison 2006-2007, Sven Nys bat un autre record en remportant les huit manches du Superprestige, devenant le premier à remporter toutes les manches d'un même challenge. Nys porte même son record à 13 victoires consécutives dans le Superprestige (de Hoogstraten 2005 à Asper Gavere 2007). Il gagne le classement non officiel de la Coupe du monde et le Trophée Gazet van Antwerpen. Lors du championnat de Belgique, il ne conserve pas son titre. Son rival d'enfance Bart Wellens remporte la course. Aux mondiaux 2007 à Hooglede-Gits, il est impliqué dans une grosse chute avec Wellens. Quelques tours plus tard, Nys chute à cause d'une erreur d'Erwin Vervecken et se retrouve au sol. Un tour après, Nys tombe à nouveau, cette fois par sa propre faute, ce qui lui enlève toutes chances de bien figurer au classement final. À l'issue de ce championnat du monde difficile, Nys se contente de la onzième place. Il termine sa saison sans titre mondial, mais avec 30 succès et des victoires dans tous les challenges.
La saison suivante voit l'arrivée de plusieurs jeunes coureurs performants. Pourtant, Nys continue de tout rafler. Il remporte le classement officieux de la Coupe du monde, le Superprestige et le Trophée Gazet van Antwerpen. Il s'adjuge également son cinquième championnat de Belgique chez les professionnels. Il échoue dans sa quête de deuxième titre mondial. La victoire revient au jeune Néerlandais Lars Boom, Nys décroche pour la troisième fois de sa carrière la médaille de bronze.
En juin 2008, après avoir roulé pendant dix ans pour la banque néerlandaise Rabobank, il s'engage avec l'équipe Landbouwkrediet-Tönissteiner, où il veut terminer sa carrière. Tout comme les saisons précédentes, Sven Nys remporte la Coupe du monde, le Superprestige, le Trophée Gazet van Antwerpen et le championnat de Belgique. Aux championnats du monde, il se contente pour la quatrième fois de la médaille de bronze. Le titre revient à son compatriote Niels Albert qui, en raison d'une blessure en début de saison, est arrivé beaucoup plus frais et plus fort lors de la course.

### Une domination remise en cause

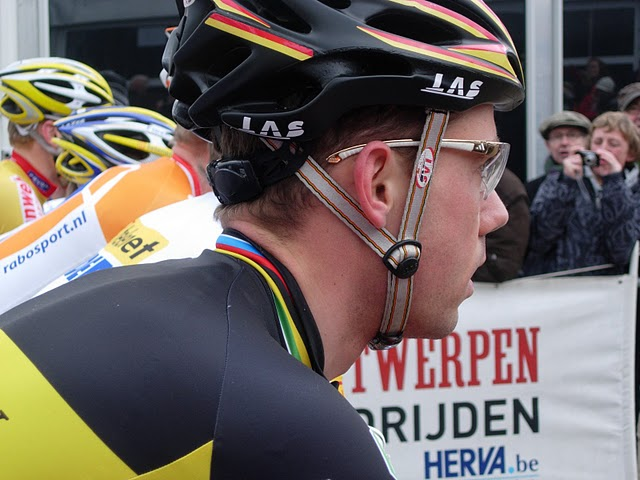
Sven Nys à Oostmalle en 2010

Après des années seul au sommet du cyclo-cross, deux jeunes coureurs talentueux vont offrir à Nys une forte rivalité : le Belge Niels Albert et le Tchèque Zdeněk Štybar. La presse belge les surnomme De Grote Drie (le Big Three).
Lors de la saison 2009-2010, Nys remporte le Trophée Gazet van Antwerpen et le championnat de Belgique. Il est malchanceux lors du Superprestige, où il semble pourtant sur la voie d'une dixième victoire dans ce challenge. Mais à Diegem, il abandonne la course après avoir brisé son dérailleur et perd toute chance de remporter le classement général. En fin de saison, Nys remporte une autre médaille de bronze aux championnats du monde, tandis que le Tchèque Zdenek Stybar est sacré à domicile.
La saison suivante voit l'émergence d'un nouveau coureur au plus haut niveau : le Belge Kevin Pauwels. Peu à peu, on ne parle plus de Big Three mais de Big Four (de Grote Vier). En 2011-2012, Nys remporte le Superprestige et de manière frappante pour la huitième fois, le championnat de Belgique. Il ne gagne pas le général du Trophée GvA, en raison d'un abandon à Essen causé par un ennui mécanique. Le général revient à Kevin Pauwels, qui remporte également la Coupe du monde.
Aux championnats du monde de 2012 à Coxyde, où environ 60 000 supporters sont présents, Niels Albert domine la course du début à la fin et s'impose devant six autres Belges, Nys termine septième. Après la course, ce dernier déclare dans une interview qu'il pourrait s'agir de son dernier championnat du monde. Mais, quelques mois plus tard, il revient sur sa décision. Un an jour pour jour après cette déclaration, il devient pour la deuxième fois champion du monde à Louisville, à l'issue d'un duel avec Klaas Vantornout. Outre le titre mondial, Sven Nys est également lauréat pour la douzième fois du Superprestige. Tout au long de la saison, il livre un duel passionnant avec Niels Albert. Mais en raison d'une maladie lors de la période de Noël jusqu'au jour de l'An, il prend trop de points de retard pour jouer le général des autres challenges. Albert en profite pour gagner la Coupe du monde et le Trophée Banque Bpost. Lors du championnat de Belgique de cyclo-cross à Mol, Klaas Vantornout se détache dans le dernier tour et Nys termine deuxième pour la première fois de sa carrière.
Son équipe Crelan-Euphony disparaît à la fin de la saison 2013 faute d'argent, néanmoins Crelan conserve son soutien financier à deux cyclo-crossmans Nys et Sven Vanthourenhout au sein de l'équipe Crelan-AA Drink créée pour les deux coureurs.
Lors de la saison 2013-2014, Nys domine à nouveau le Trophée Banque Bpost, où il s'adjuge 5 des 8 manches et le classement final avec une grande avance sur Niels Albert. Il prend rapidement les commandes du Superprestige, mais, malchanceux à Gieten, il doit céder la tête du général à Albert. Il termine toutes les autres manches sur le podium et obtient quatre victoires, pour finalement  remporter le général - et avec le même nombre de points - devant Albert. Lors de la Coupe du monde, il ne joue aucun rôle significatif. À Waregem, il gagne son neuvième titre national, soit un de moins que le recordman Roland Liboton. Aux mondiaux de Hoogerheide, Nys est finalement battu à l'issue d'un duel relevé avec Zdeněk Štybar, qui remporte finalement la médaille d'or après une erreur de Nys dans le dernier tour. Avec cette médaille d'argent, ce dernier complète sa collection qui s'élève désormais à neuf médailles aux championnats du monde chez les professionnels (dont deux titres).

### La fin de carrière

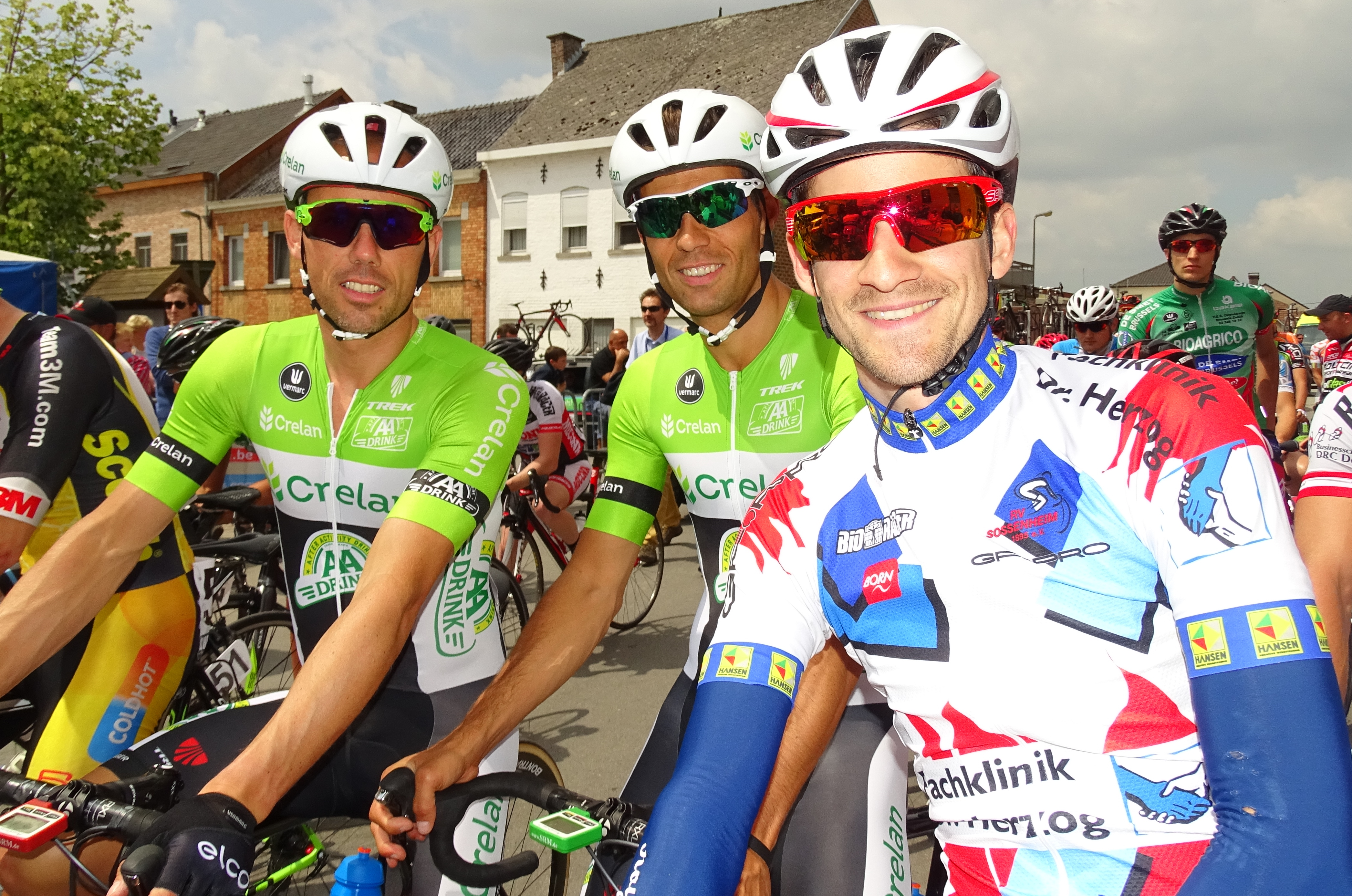
Sven Nys (à gauche) lors du départ de l'Internationale Wielertrofee Jong Maar Moedig 2015 à Oetingen.

La saison 2014-2015 est marquée par l'éclosion d'une nouvelle génération, emmenée par les Néerlandais Mathieu van der Poel et Lars van der Haar et le Belge Wout van Aert,. Sven Nys réalise sa plus mauvaise saison, il termine onzième du classement UCI et se contente de quatre victoires. En mars 2015, il annonce qu'il mettra un terme à sa carrière le 5 mars 2016 à Anvers.
En juillet 2015, en préparation de sa dernière saison de cyclo-cross, il remporte sur route le Tour du Brabant flamand. Pour sa dernière saison, il remporte une épreuve de la Coupe du monde et se classe quatrième de ses derniers mondiaux. Il dispute sa dernière course à Oostmalle, le 21 février 2016. Il fait ses adieux lors d'un jubilé intitulé « Merci Sven » organisé les 5 et 6 mars 2016 à Anvers.

### Courses VTT

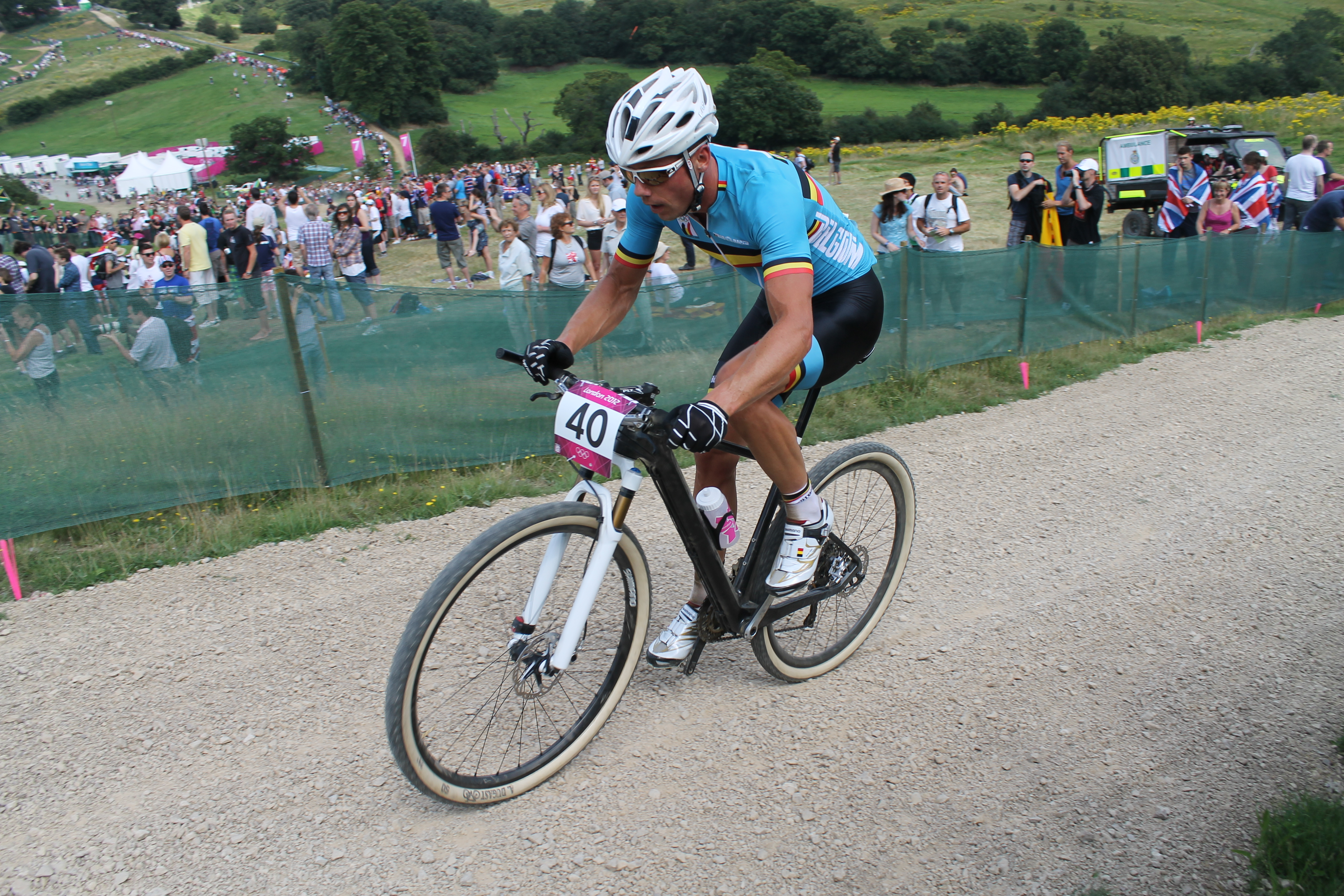
Sven Nys lors des Jeux olympiques d'été de 2012.

En 2005, Sven Nys participe à ses premières compétition de cross-country en vélo tout terrain (VTT), avec comme objectif de se qualifier pour les Jeux olympiques d'été de 2008 à Pékin. Lors de sa deuxième compétition officielle, il devient champion de Belgique à Tervuren. Sur le plan international, il prend une prometteuse douzième place au championnat d'Europe. Un an plus tard, il termine deuxième du championnat national disputé sur le parcours difficile de Bastogne. La victoire revient à l'ancien champion du monde Filip Meirhaeghe. En 2007, Nys remporte un deuxième titre national à Ottignies. La même année, il s'adjuge deux classiques : le Stappenbelt Rabobank MTB Trophy et la Hondsrug Classic. Grâce à sa performance réalisé lors du championnat du monde de VTT 2007 - où il termine 16e - il se qualifie pour les Jeux olympiques de Pékin. Il devient l'un des rares coureur de cyclo-cross à réussir cette performance après Daniele Pontoni, Luca Bramati et Peter Van Den Abeele.
Son année 2008 tourne autour des Jeux olympiques. Sa préparation est optimale, il prend la 16e place du championnat d'Europe et se classe sixième de la manche de Coupe du monde à Fort William, le meilleur résultat de sa carrière. Aux Jeux olympiques, le 21 août 2008, Nys se classe meilleur belge à la neuvième place à cinq minutes du lauréat Julien Absalon. Pendant la course, il se mêle pendant un certain temps à la lutte pour la médaille de bronze.
En 2009, il est troisième du championnat d'Europe à Zoetermeer, à trois minutes du vainqueur Ralph Näf. À partir de 2011, il  essaye à nouveau de se qualifier pour les Jeux de Londres. Il obtient sa qualification grâce à une dixième place obtenue au Championnat d'Europe de 2012 à Moscou. Aux Jeux, malgré un bon début de course, il abandonne la course à la suite d'une chute.
Après les Jeux 2012, il ne se fixe plus de grands objectifs en VTT. Cela ne l'empêche pas de participer chaque année à des manches de Coupe du monde et au Championnat d'Europe. En 2013, 2014 et 2015, il devient pour les troisième, quatrième et cinquième fois champion de Belgique de cross-country.
Il met un terme à sa carrière VTT après sa victoire aux championnats de Belgique de cross-country.

### Un palmarès complet
Au cours de sa carrière, il gagne treize fois le Superprestige (1999, 2000, 2002, 2003, 2005-2009, 2011-2014), trois fois la Coupe du monde (2000, 2002 et 2009) et neuf fois le Trophée GVA/Banque Bpost (2003, 2005-2011 et 2014). Il est le détenteur du record dans ces trois challenges de régularité. Nys est également neuf fois champion de Belgique (2000, 2003, 2005, 2006, 2008-2010, 2012, 2014) et deux fois champion du monde à Saint-Wendel (2005) et Louisville (2013).
Au total, Nys compte dans toutes les catégories (junior-espoir-professionnel) plus de 300 victoires dont 64 manches du Superprestige, 49 manches de Coupe du monde et 50 du Trophée GVA/Banque Bpost, soit plus que n'importe quel autre coureur. Depuis le début de sa carrière, Sven Nys compte chez les pros 112 podiums sur le Superprestige, 80 podiums de Coupe du monde et 83 podiums sur le Trophée GVA/Banque Bpost.
Sven est également connu pour sa soif de victoires, dès qu'il prend le départ d'une course. Cela lui vaut le surnom du Cannibale de Baal. Avec son important palmarès, Sven Nys est également appelé l'« Empereur de cyclocross » (De Keizer van het veldrijden). Sa course favorite est le Koppenbergcross, qu'il a remporté neuf fois, d'où son surnom du roi du Koppenberg (De Koning van de Koppenberg).²

## Caractéristiques
Sven Nys est connu pour ses compétences techniques sur le vélo et son aptitude à rester en équilibre sur des surfaces difficiles telles que la neige, la boue et le sable. Ses compétences lui permettent de franchir à vélo les planches lorsqu'elles sont incluses dans une course, ce qui lui permet de gagner du temps. Il a par la suite été imité par d'autres coureurs.
Nys n'étant pas le meilleur sprinteur, il évite le plus possible d'arriver avec d'autres coureurs. Pour ce faire, il court habituellement le dernier tour de circuit à bloc pour distancer ses concurrents et arriver en solitaire sur la ligne d'arrivée. Néanmoins, il lui est arrivé de s'imposer au sprint, notamment à l'issue de courses très relevées, avec des rythmes très élevés et où la différence ne se fait plus en vitesse pure, mais au niveau de la résistance et de l'endurance du coureur. Ainsi, il a remporté la manche de Coupe du monde de cyclo-cross à Kalmthout en 2008 et le cyclo-cross de Niel 2009 en devançant lors d'un duel Niels Albert. Il a également remporté au sprint le cross du Trophée GVA en 2010 à Lille, en battant le Tchèque Zdeněk Štybar intrinsèquement plus rapide. Face à son compatriote Kevin Pauwels, il a obtenu plusieurs victoires au sprint, comme lors de la manche du Superprestige 2010-2010 à Asper-Gavere.
Durant toute sa carrière, Nys est entraîné par l'entraîneur belge Paul van den Bosch, qui s'occupe également des triathlètes belges Marc Herremans et Luc Van Lierde.

## L'après carrière
Il prend la direction sportive de l'équipe Telenet-Fidea à l'issue de sa carrière comme coureur. Les deux parties se séparent en novembre 2019.

## Vie privée
Sven Nys s'est marié en 2002 avec Isabelle, qui s'occupe des affaires de son mari et d'un salon de coiffure à Baal. Le couple a eu un enfant Thibau (né en 2002), qui est également coureur de cyclo-cross. Ils se sont séparés en 2014.

## Palmarès en cyclo-cross

### Par années
| - 1993-1994 - Champion du Brabant de cyclo-cross juniors - 2e du championnat de Belgique de cyclo-cross juniors - 4e du championnat du monde de cyclo-cross juniors - 1994-1995 - Champion de Belgique de cyclo-cross juniors - 1995-1996 - Champion du Brabant de cyclo-cross - 1996-1997 - Champion du monde de cyclo-cross espoirs - Champion du Brabant de cyclo-cross - 1997-1998 - Champion du monde de cyclo-cross espoirs - Champion du Brabant de cyclo-cross - 2e du championnat de Belgique de cyclo-cross espoirs - 1998-1999 - Coupe du monde #2, Tábor - Classement général du Superprestige - Superprestige #1, Ruddervoorde - Superprestige #3, Saint-Michel-Gestel - Superprestige #4, Silvelle - Superprestige #5, Gieten - Superprestige #8, Diegem - Superprestige #10, Wetzikon - 3e du championnat de Belgique de cyclo-cross - 6e du championnat du monde de cyclo-cross - 1999-2000 - Champion de Belgique de cyclo-cross - Classement général de la Coupe du monde - Coupe du monde #1, Safenwil - Coupe du monde #3, Leudelange - Classement général du Superprestige - Superprestige #1, Ruddervoorde - Superprestige #2, Gieten - Superprestige #4, Silvelle - Superprestige #5, Hoogstraten - Superprestige #8, Wetzikon - Superprestige #9, Surhuisterveen - Médaillé de bronze au championnat du monde de cyclo-cross - 2000-2001 - Coupe du monde #4-Grand Prix Eric De Vlaeminck, Zolder - Coupe du monde #5, Zeddam - Superprestige #7, Diegem - 4e du championnat du monde de cyclo-cross - 2001-2002 - Classement général de la Coupe du monde - Coupe du monde #1, Monopoli - Coupe du monde #2, Igorre - Coupe du monde #5, Leudelange - Classement général du Superprestige - Superprestige #3, Asper-Gavere - Superprestige #4, Wetzikon - Médaillé de bronze au championnat du monde de cyclo-cross - 2002-2003 - Champion de Belgique de cyclo-cross - Coupe du monde #3, Liévin - Coupe du monde #5, Hoogerheide - Classement général du Superprestige - Superprestige #1, Ruddervoorde - Superprestige #2, Saint-Michel-Gestel - Superprestige #4, Gieten - Superprestige #6, Hoogstraten - Superprestige #7, Harnes - Classement général du Trophée Gazet van Antwerpen - Steenbergcross, Erpe-Mere - 5e du championnat du monde de cyclo-cross - 2003-2004 - Coupe du monde #1, Turin - Coupe du monde #2, Saint-Wendel - Coupe du monde #3, Wetzikon - Superprestige #2, Saint-Michel-Gestel - Steenbergcross, Erpe-Mere - 2004-2005 - Champion du monde de cyclo-cross - Champion de Belgique de cyclo-cross - Classement général de la Coupe du monde (classement non officiel) - Coupe du monde #3, Pijnacker - Coupe du monde #5, Wetzikon - Coupe du monde #6, Milan - Coupe du monde #7, Hofstade - Coupe du monde #9, Nommay - Coupe du monde #10, Hoogerheide - Coupe du monde #11, Lanarvily - Classement général du Superprestige - Superprestige #1, Ruddervoorde - Superprestige #4, Asper-Gavere - Superprestige #5, Gieten - Superprestige #8, Hoogstraten - Classement général du Trophée Gazet van Antwerpen - Steenbergcross, Erpe-Mere - Grand Prix Eric De Vlaeminck - 2005-2006 - Champion de Belgique de cyclo-cross - Classement général de la Coupe du monde (classement non officiel) - Coupe du monde #1, Kalmthout - Coupe du monde #2, Tábor - Coupe du monde #3, Pijnacker - Coupe du monde #4, Wetzikon - Coupe du monde #5, Milan - Coupe du monde #7, Hofstade - Coupe du monde #8, Hooglede-Gits - Coupe du monde #9, Liévin - Classement général du Superprestige - Superprestige #3, Hamme-Zogge - Superprestige #4, Asper-Gavere - Superprestige #7, Vorselaar - Superprestige #8, Hoogstraten - Classement général du Trophée Gazet van Antwerpen - 2006-2007 - Classement général de la Coupe du monde (classement non officiel) - Coupe du monde #1, Aigle - Coupe du monde #5, Kalmthout - Coupe du monde #5, Pijnacker - Coupe du monde #6, Coxyde - Coupe du monde #7, Igorre - Coupe du monde #9, Nommay - Coupe du monde #10, Hoogerheide - Classement général du Superprestige - Superprestige #1, Ruddervoorde - Superprestige #2, Saint-Michel-Gestel - Superprestige #3, Asper-Gavere - Superprestige #4, Gieten - Superprestige #5, Hamme-Zogge - Superprestige #6, Diegem - Superprestige #7, Hoogstraten - Superprestige #8, Vorselaar - Classement général du Trophée Gazet van Antwerpen - Steenbergcross, Erpe-Mere - Internationale Wielertrofee Jong Maar Moedig - Parkcross Maldegem, Maldegem - 2007-2008 - Champion de Belgique de cyclo-cross - Classement général de la Coupe du monde (classement non officiel) - Coupe du monde #2, Tábor - Coupe du monde #4, Coxyde - Coupe du monde #5, Igorre - Coupe du monde #7, Hofstade - Classement général du Superprestige - Superprestige #1, Ruddervoorde - Superprestige #2, Hamme-Zogge - Superprestige #3, Asper-Gavere - Superprestige #5, Veghel-Eerde - Superprestige #6, Diegem - Classement général du Trophée Gazet van Antwerpen - Trophée GvA #1, Koppenbergcross - Trophée GvA #3, GP d'Hasselt - Trophée GvA #4, GP Rouwmoer - Trophée GvA #6, GP Sven Nys - GP Neerpelt Wisselbeker Eric Vanderaerden, Neerpelt - Int. Openingsveldrit Harderwijk om de GP Shimano, Harderwijk - Grand Prix de la Région wallonne, Dottignies - Ciclocross Internacional Asteasu, Asteasu - Noordzeecross, Middelkerke - Centrumcross, Surhuisterveen - Médaillé de bronze au championnat du monde de cyclo-cross | - 2008-2009 - Champion de Belgique de cyclo-cross - Classement général de la Coupe du monde - Coupe du monde #1, Kalmthout - Coupe du monde #5, Igorre - Coupe du monde #9, Milan - Classement général du Superprestige - Superprestige #1, Ruddervoorde - Superprestige #3, Asper-Gavere - Superprestige #4, Hamme-Zogge - Superprestige #7, Hoogstraten - Superprestige #8, Vorselaar - Classement général du Trophée Gazet van Antwerpen - Trophée GvA #1, GP Willy Naessens - Trophée GvA #4, GP Rouwmoer - Trophée GvA #6, GP Sven Nys - Trophée GvA #8, Internationale Sluitingsprijs - GP Neerpelt Wisselbeker Eric Vanderaerden, Neerpelt - Grand Prix de la Région wallonne, Dottignies - Vlaamse Houtlandcross, Eernegem - Noordzeecross, Middelkerke - Parkcross Maldegem, Maldegem - Médaillé de bronze au championnat du monde de cyclo-cross - 2009-2010 - Champion de Belgique de cyclo-cross - Coupe du monde #6, Kalmthout - Superprestige #1, Ruddervoorde - Superprestige #5, Gieten - Superprestige #7, Zonhoven - Classement général du Trophée Gazet van Antwerpen - Trophée GvA #2, Koppenbergcross - Trophée GvA #5, Azencross - Trophée GvA #6, Grand Prix Sven Nys - Trophée GvA #7, Krawatencross - Kiremko Nacht van Woerden, Woerden - Jaarmarktcross Niel, Niel - Scheldecross, Anvers - Noordzeecross, Middelkerke - Kasteelcross, Zonnebeke - Médaillé de bronze au championnat du monde de cyclo-cross - 3e de la Coupe du monde - 2010-2011 - Classement général du Superprestige - Superprestige #3, Hamme-Zogge - Superprestige #4, Gavere - Superprestige #7, Hoogstraten - Classement général du Trophée Gazet van Antwerpen - Trophée GvA #2 - Koppenbergcross, Audenarde - Trophée GvA #4 - GP Rouwmoer, Essen - Trophée GvA #6 - Grand Prix Sven Nys, Baal - Steenbergcross, Erpe-Mere - GP Neerpelt Wisseltrofee Eric Vanderaerden, Neerpelt - Fidea Jaarmarktcross Niel, Niel - Asteasuko XII Ziklo-Krossa, Asteasu - Vlaamse Druivenveldrit, Overijse - Parkcross Maldegem, Maldegem - Médaillé d'argent au championnat du monde de cyclo-cross - 3e de la Coupe du monde - 2011-2012 - Champion de Belgique de cyclo-cross - Coupe du monde #1, Plzeň - Coupe du monde #3, Coxyde - Coupe du monde #5, Namur - Classement général du Superprestige - Superprestige #5, Gieten - Trophée GvA #6 - Grand Prix Sven Nys, Baal - GP Neerpelt Wisseltrofee Eric Vanderaerden, Neerpelt - Fidea Jaarmarktcross Niel, Niel - Scheldecross, Anvers - Vlaamse Druivenveldrit, Overijse - Fidea Cyclocross Leuven, Louvain - G.P. Stad Eeklo, Eeklo - Cauberg Cyclo-Cross, Fauquemont-sur-Gueule - 2e de la Coupe du monde - 7e du championnat du monde de cyclo-cross - 2012-2013 - Champion du monde de cyclo-cross - Coupe du monde #3, Coxyde - Coupe du monde #4, Roubaix - Coupe du monde #6-Grand Prix Eric De Vlaeminck, Heusden-Zolder - Classement général du Superprestige - Superprestige #1, Ruddervoorde - Superprestige #2, Zonhoven - Superprestige #3, Hamme-Zogge - Superprestige #4, Gavere - Superprestige #7, Hoogstraten - Trophée Banque Bpost #2 - Koppenbergcross, Audenarde - Trophée Banque Bpost #3 - GP d'Hasselt, Hasselt - Grand Prix de Neerpelt, Neerpelt - Vlaamse Industrieprijs Bosduin, Kalmthout - Druivencross, Overijse - GP De Ster, Saint-Nicolas - Versluys Cyclo-cross, Bredene - G.P. Stad Eeklo, Eeklo - Kleicross, Lebbeke - 2e du championnat de Belgique de cyclo-cross - 3e de la Coupe du monde - 2013-2014 - Champion de Belgique de cyclo-cross - Classement général du Trophée Banque Bpost - Trophée Banque Bpost #1 - GP Mario De Clercq, Renaix - Trophée Banque Bpost #3 - GP d'Hasselt, Hasselt - Trophée Banque Bpost #5 - Azencross, Loenhout - Trophée Banque Bpost #6 - Grand Prix Sven Nys, Baal - Trophée Banque Bpost #7 - Krawatencross, Lille - Classement général du Superprestige - Superprestige #2, Zonhoven - Superprestige #4, Gavere - Superprestige #6, Diegem - Superprestige #7, Hoogstraten - Soudal Jaarmarktcross Niel, Niel - Soudal Classics Cyclocross Leuven, Louvain - Druivencross, Overijse - Kasteelcross Zonnebeke, Zonnebeke - Parkcross Maldegem, Maldegem - Cross After Dark Series #1 - CrossVegas, Las Vegas - Kleicross, Lebbeke - Médaillé d'argent au championnat du monde de cyclo-cross - 2014-2015 - Clif Bar CrossVegas, Las Vegas - Soudal GP Neerpelt, Neerpelt - Trophée Banque Bpost#1 - GP Mario De Clercq, Renaix - Soudal Jaarmarktcross Niel - 2015-2016 - Coupe du monde #3, Coxyde - SOUDAL Classics - GP d'Hasselt |  |

### Classements
| Épreuve / Édition                            | 1997-1998 | 1998-1999  | 1999-2000 | 2000-2001 | 2001-2002 | 2002-2003  | 2003-2004  | 2004-2005 | 2005-2006 | 2006-2007 | 2007-2008 | 2008-2009 | 2009-2010  | 2010-2011  | 2011-2012  | 2012-2013  | 2013-2014 | 2014-2015 | 2015-2016 |
| Classement UCI                               | 10e       | 2e         | 1er       | 5e        | 2e        | 1er        | 2e         | 1er       | 1er       | 1er       | 1er       | 1er       | 2e         | 1er        | 2e         | 1er        | 2e        | 11e       | 5e        |
| Championnat du monde                         |           | 6e         | Bronze    | 4e        | Bronze    | 5e         | Abandon    | Or        | Abandon   | 11e       | Bronze    | Bronze    | Bronze     | Argent     | 7e         | Or         | Argent    | 17e       | 4e        |
| Coupe du monde (victoires)                   |           | Bronze (1) | Or (2)    | 6e (2)    | Or (3)    | Argent (2) | Argent (3) | (7)       | (8)       | (7)       | (4)       | Or (3)    | Bronze (1) | Bronze (0) | Argent (3) | Bronze (3) | 12e (0)   | 28e       | 4e (1)    |
| Superprestige (victoires)                    | 5e (0)    | 1er (6)    | 1er (6)   | 6e (1)    | 1er (2)   | 1er (5)    | 2e (1)     | 1er (4)   | 1er (4)   | 1er (8)   | 1er (5)   | 1er (5)   | 3e (3)     | 1er (3)    | 1er (1)    | 1er (5)    | 1er (4)   | 6e (0)    | 2e (0)    |
| Trophée GvA/Trophée Banque Bpost (victoires) |           | (2)        | (2)       | (3)       | 9e (1)    | 1er (3)    | 3e (1)     | 1er (5)   | 1er (6)   | 1er (4)   | 1er (4)   | 1er (4)   | 1er (4)    | 1er (3)    | 3e (1)     | 6e (2)     | 1er (5)   | 3e (1)    | 3e (0)    |
| Championnat de Belgique                      |           | Bronze     | Or        | 6e        | 7e        | Or         | Bronze     | Or        | Or        | Bronze    | Or        | Or        | Or         | Abandon    | Or         | Argent     | Or        | 4e        | Bronze    |

## Palmarès en VTT
| - 2005 - Champion de Belgique de cross-country - 2006 - 2e du championnat de Belgique de cross-country - 2007 - Champion de Belgique de cross-country - VTT Apeldoorn - VTT Gieten - 2008 - 9e du cross-country aux Jeux olympiques - 2009 - Médaillé de bronze au championnat d'Europe de cross-country - VTT Averbode - 2010 - VTT Gooik - VTT Sankt Vith - VTT Geraardsbergen - VTT Averbode - Classement général de la Coupe de Belgique | - 2011 - VTT Boom - VTT Geraardsbergen - Classement général de la Coupe de Belgique - 2012 - VTT Anvers - VTT Sankt-Vith - VTT Geraardsbergen - Classement général de la Coupe de Belgique - 2013 - Champion de Belgique de cross-country - VTT Apeldoorn - VTT Sankt-Vith - 2014 - Champion de Belgique de cross-country - VTT Sankt-Vith - 2015 - Champion de Belgique de cross-country |  |

## Palmarès sur route

### Par années
- 1996
  - 2e de la Flèche du port d'Anvers
- 1998
  - Grand Prix Criquielion
- 2005
  - 3e du Grand Prix de la ville de Pérenchies
- 2007
  - Internationale Wielertrofee Jong Maar Moedig
- 2008
  - 2e du Grand Prix Marcel Kint
- 2015
  - Classement général du Tour du Brabant flamand

### Classements mondiaux
| Année           | 2005 | 2006 | 2007 | 2008 | 2009 | 2010 | 2011 | 2012 | 2013 | 2014 |
| --------------- | ---- | ---- | ---- | ---- | ---- | ---- | ---- | ---- | ---- | ---- |
| UCI Europe Tour | 603e | 614e | 420e |      |      |      |      | 810e |      | 816e |

## Distinctions
- Vélo de cristal du meilleur jeune belge : 1997 et 1998
- Vélo de cristal : 2007 et 2013
- Sportif belge de l'année : 2008
- Koning Winter : 2011, 2013 et 2014
- Trophée Flandrien du cyclo-cross : 2014